# Ravenna, Kentucky
Ravenna är en ort i Estill County i delstaten Kentucky, USA.